# Automeris denticulatus
Espèce
Automeris denticulatus est une espèce de papillons de la famille des Saturniidae.

## Systématique
L'espèce Automeris denticulatus a été décrite en 1906 par le naturaliste français Albert Conte (d) (1873-?).

## Répartition
Dans sa description, l'auteur indique que cette espèce est originaire de l'Amazone.

## Description
L'holotype d’Automeris denticulatus présente une envergure de 9 cm.

## Publication originale
- (fr) Conte, 1906 : Essai de classification des lépidoptères producteurs de soie. Laboratoire d'études de la soie, vol. 5, p. 1-121 (lire en ligne).